# Ultra-vires-Akt
Als Ultra-vires-Akt („jenseits der Gewalten“, „jenseits der Befugnisse“) wird eine Entscheidung bezeichnet, die ein Gericht oder eine Behörde außerhalb ihres Kompetenzbereichs trifft. Geläufig ist auch der Begriff ausbrechender Rechtsakt. Diese Bezeichnung findet sich bei „greifbar rechtswidrigen“ Gerichtsentscheidungen.

## Rechtslage

### Deutschland

#### Kontrolle nationalen Rechts
Gegen solche „greifbar rechtswidrigen“ Gerichtsentscheidungen im Zivilprozessrecht und Verwaltungsprozessrecht Deutschlands sind die gesetzlich vorgesehenen ordentlichen Rechtsmittel und Rechtsbehelfe eröffnet. Die darüber hinaus um Rechtsschutzlücken zu schließen früher als Rechtsbehelf gegen Entscheidungen, die nach dem Gesetz unanfechtbar sind, als zulässig erachtete außerordentliche Beschwerde ist seit dem Inkrafttreten des Zivilprozessreformgesetzes vom 27. Juli 2001 nach ganz überwiegender Meinung nicht mehr vorgesehen. Insbesondere hält sie seitdem auch die Frist für die Verfassungsbeschwerde nicht mehr offen. Entsprechendes gilt im Finanzprozessrecht Deutschlands seit Inkrafttreten des § 133a FGO zum 1. Januar 2005 und im Arbeitsprozessrecht seit Inkrafttreten des § 78a ArbGG zum selben Datum.

#### Kontrolle europäischen Rechts
Im Rahmen der Ultra-vires-Kontrolle prüft das Bundesverfassungsgericht, ob sich eine Maßnahme europäischer Organe, Einrichtungen oder sonstiger Stellen innerhalb der vom nationalen Gesetzgeber an die EU übertragenen Kompetenzen hält (Prinzip der begrenzten Einzelermächtigung). Die Ultra-vires- und die Identitätskontrolle sind jedoch zurückhaltend und europarechtsfreundlich anzuwenden. Dies setzt voraus, dass der Gerichtshof der Europäischen Union, soweit erforderlich, im Wege eines Vorabentscheidungsverfahrens nach Art. 267 Abs. 3 AEUV mit der Sache befasst wird und das Bundesverfassungsgericht seiner Prüfung die Maßnahme in der Auslegung zugrunde legt, die ihr in dem Vorabentscheidungsverfahren durch den Gerichtshof gegeben wird.
Bei der Mangold-Entscheidung des Europäischen Gerichtshofes wurde von einigen Autoren von einem ultra-vires-Akt gesprochen. Das deutsche Bundesverfassungsgericht folgte dieser Meinung indes nicht und wies die Verfassungsbeschwerde zurück, weil es zu keiner im Sinne der engen Voraussetzungen beachtlichen Kompetenzüberschreitung gekommen sei. Andererseits bejahte das Bundesverfassungsgericht mit seiner vieldiskutierten Entscheidung vom 5. Mai 2020 einen ultra-vires-Akt beim Staatsanleihekaufprogramm (Public Sector Purchase Programme – PSPP) durch den Europäischen Gerichtshof. Insbesondere seit dieser Entscheidung des BVerfG wird zur Lösung von Konflikten nationaler Verfassungsgerichte und des Europäischen Gerichtshofs über die Abgrenzung mitgliedstaatlicher und europäischer Befugnisse die Errichtung einer besonderen Entscheidungsinstanz, beispielsweise eines europäischen Kompetenzgerichtshofs diskutiert. Kritiker lehnen eine solche Instanz ab, weil es damit den europäischen Organen gestattet wäre, Kompetenzen eigenmächtig an sich zu ziehen, obwohl der Europäischen Union eine Kompetenz-Kompetenz gerade nicht zukommt.
Zum Eigenmittelbeschluss-Ratifizierungsgesetz wies das Bundesverfassungsgericht den Antrag auf Erlass einer einstweiligen Anordnung sowie die erhobenen Verfassungsbeschwerden im Hauptsacheverfahren zurück, weil der Eigenmittelbeschluss des Europäischen Rates weder eine hinreichend qualifizierte Kompetenzüberschreitung der Europäischen Verträge erkennen lasse noch die Verfassungsidentität des Grundgesetzes im Sinne von Art. 79 Abs. 3 GG berühre.

### Italien
Das Verfassungsgericht Italiens macht in seiner Rechtsprechung seit dem Fall Frontini von 1973 einen Ultra-vires-Vorbehalt der eigenen Verfassung geltend, wie auch im Konflikt mit dem EuGH im Fall Taricco (2015) deutlich wurde, der vom EuGH durch eine konziliante Rechtsprechung nach Wiedervorlage durch das ICC 2017 entschärft wurde – man gestand den nationalen Gerichten die Entscheidungsfreiheit in Bezug auf Rückwirkungsfragen zu.

### Dänemark
Am 6. Dezember 2016 fällte das oberste dänische Gericht (SCDK) ein Ultra-vires-Urteil gegen den Europäischen Gerichtshof. Dabei ging es um ein Urteil wegen Altersdiskriminierung im Fall der Firma Ajos, einem Zivilrechtsverfahren. Das dänische Urteil sah die entsprechenden EU-Gesetze (Artikel 6, Absatz 3, EUV) als nicht vom Beitrittsgesetz Dänemarks gedeckt an, trotz anderslautender Auslegung des EuGH. Schon hier argumentierte ein nationaler oberster Gerichtshof für den Vorrang der eigenen Rechtsprechung und negierte ein Urteil des Europäischen Gerichtshofs.

### Polen
Das polnische Verfassungstribunal (Verfassungsgericht) stützt sich bei seiner Ablehnung der empfundenen Bevormundung durch den Europäischen Gerichtshof auch auf das vom deutschen Bundesverfassungsgericht in seiner PSPP-Entscheidung verwendete Ultra-Vires-Argument: Mit seinen Urteilen reiße der Europäische Gerichtshof Befugnisse an sich, die ihm niemand je gegeben habe. Von Kennern wird die Vergleichbarkeit der Argumente in der deutschen und polnischen Spielart allerdings in Abrede gestellt.

### USA und Großbritannien
Ultra vires bezeichnet im anglo-amerikanischen Rechtskreis allgemein die Beschränkung der Rechtsfähigkeit von juristischen Personen auf ihre jeweiligen Aufgaben und Zwecke.